# Yucca filifera
Yucca australis · Palmier de Saint Pierre, Yucca filifère
Espèce
Classification phylogénétique
Synonymes
- Yucca baccata var. filifera 
(Chabaud) Schelle
- Yucca canaliculata var. filifera 
(Chabaud) Fenzl

Yucca filifera est une espèce de plantes monocotylédones arborescentes à rosettes de la famille des Agavaceae pouvant atteindre 15 m de hauteur et originaire du Nord-Est du Mexique. On le distingue des autres yuccas par son inflorescence en grappe tombante. Dans son aire de distribution, il est inféodé aux zones arides du désert de Chihuahua. Cette plante est pollinisée par un papillon de nuit qui ne se trouve que dans son habitat naturel, ailleurs l'intervention de l'homme est nécessaire pour obtenir une fructification.
Ses fleurs et ses feuilles sont utilisées au Mexique pour l’alimentation humaine. Dans l'agro-industrie, ses fibres servent à la fabrication du papier ou pour certains combustibles. La saponine extraite du tronc est utilisée dans l'industrie pharmaceutique et comme nutraceutique dans l'élevage.
Après avoir été remarqué vers 1840 dans le nord-est du Mexique par le marchand et explorateur Josiah Gregg, ce yucca est introduit en Europe et plus particulièrement en France pour la première fois au milieu du XIXe siècle, par le voyageur et botaniste tchèque Benedikt Roezl. Grâce aux premiers botanistes américains, pionniers dans l’acclimatation de plantes exotiques, la Californie est une région qui cultive dès le XIXe siècle ce yucca géant.
Cette plante xérophyte est spécialement cultivée dans les régions méditerranéennes pour son aspect ornemental et sculptural, ainsi que sur la Riviera italienne. Sa première floraison sur le continent européen, observée en 1876, est à l'origine de la description de cette espèce par Justin-Benjamin Chabaud.

## Étymologie et dénominations
Le mot yucca est emprunté aux langues des Taïnos et des Arawaks d'Haïti, puisque le manioc amer se dit yuca en arawak.
L'épithète spécifique filifera (du latin filum, « fil », avec le suffixe « -fère », dérivé du latin ferre, « porter ») fait référence au feuillage filamenteux de ce yucca.
Yucca filifera est appelé palma china, palma pita et izote en espagnol. En anglais la plante est appelée Soaptree.

## Caractéristiques botaniques
Yucca filifera est une plante vivace à croissance lente. Il ne produit pas de rejets à la base qui est très élargie sur les vieux sujets. C'est l’un des plus gros yuccas arborescents qui soient, talonné par le Yucca éléphant ; avec l’âge, il développe des troncs multiples (jusqu'à 40) en forme de candélabres géants, donnant à la plante un aspect impressionnant.

Étapes de croissance de l'espèce
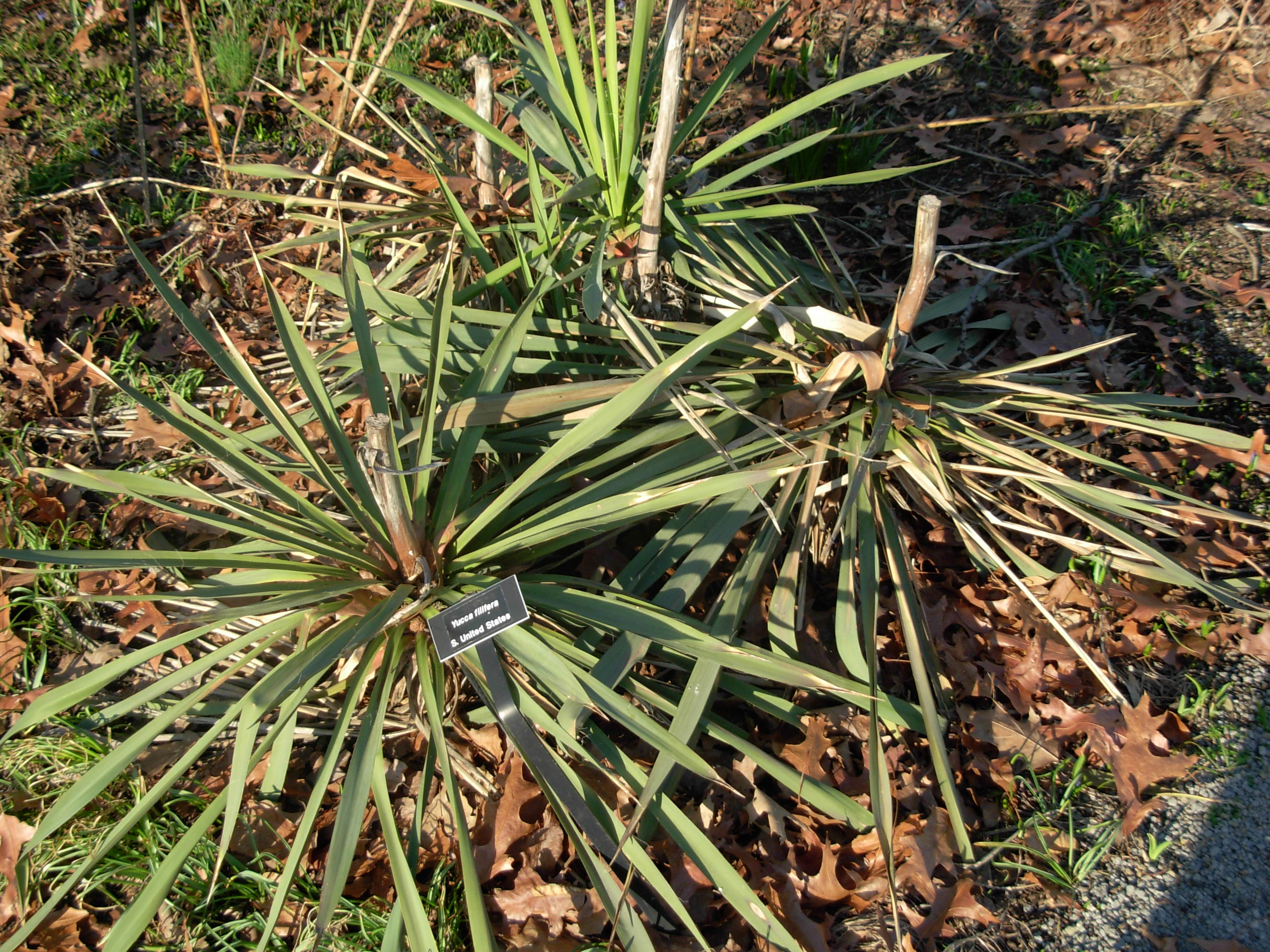
Jeunes spécimens
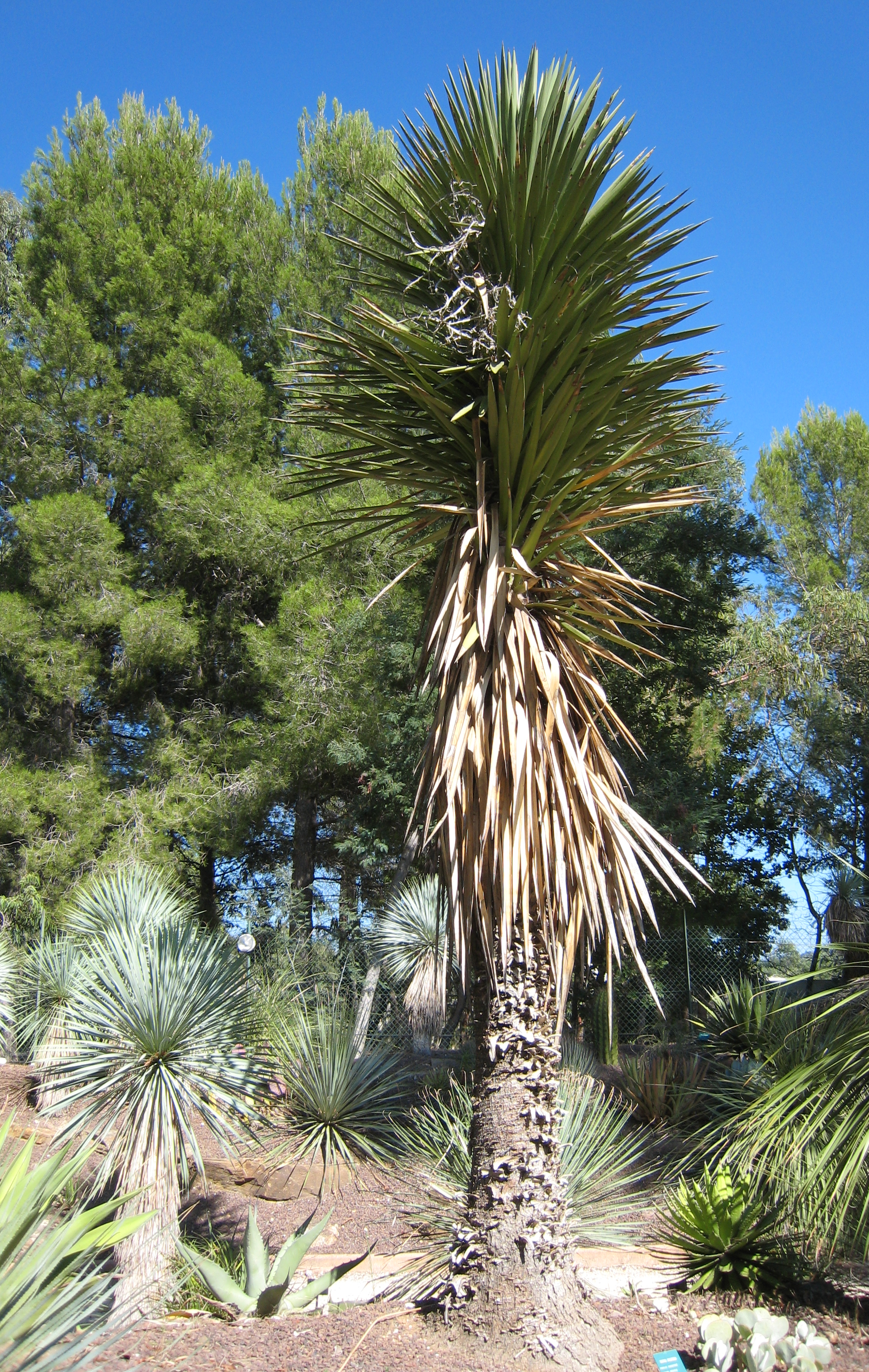
Spécimen en âge de fleurir
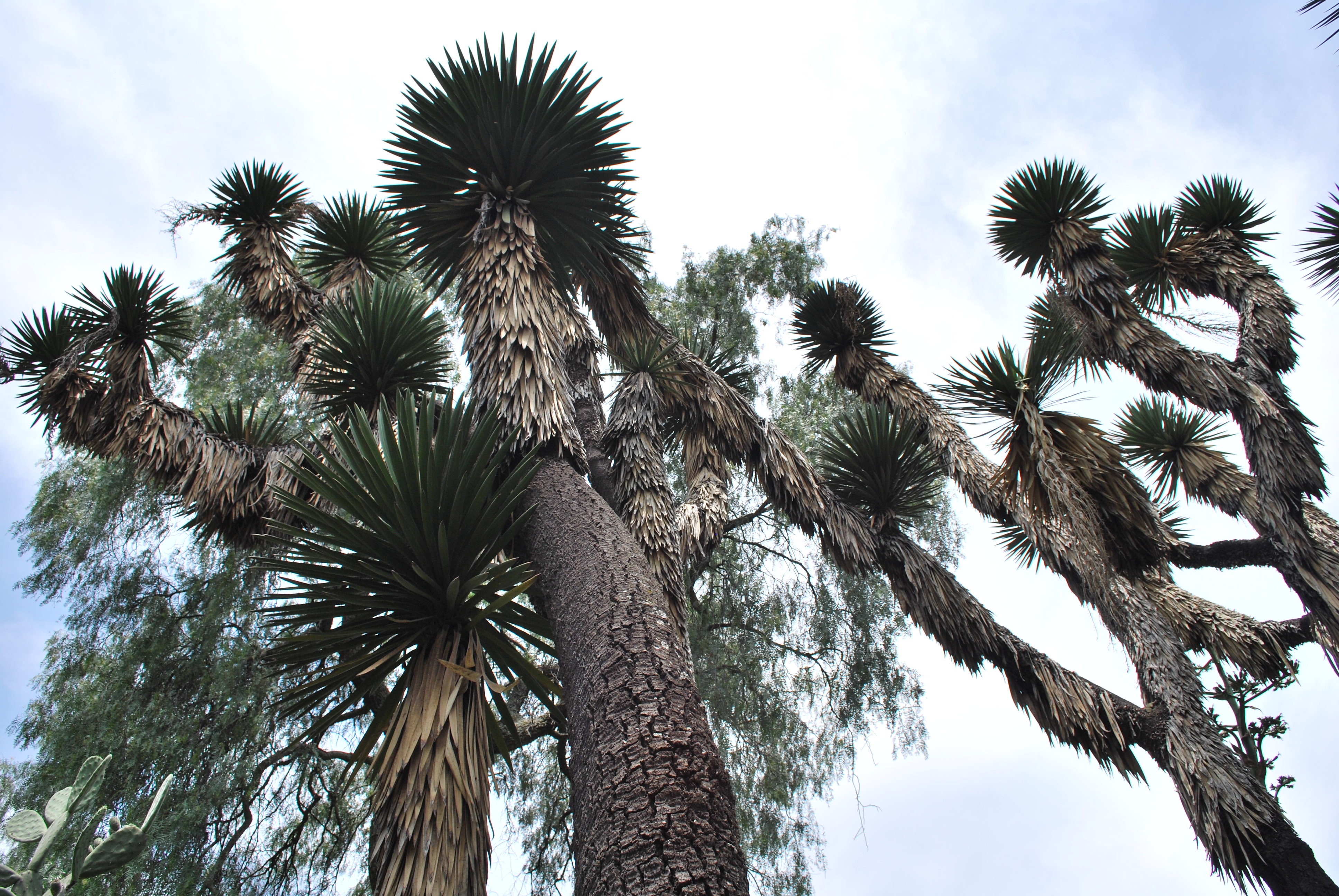
Spécimens âgés ramifiés
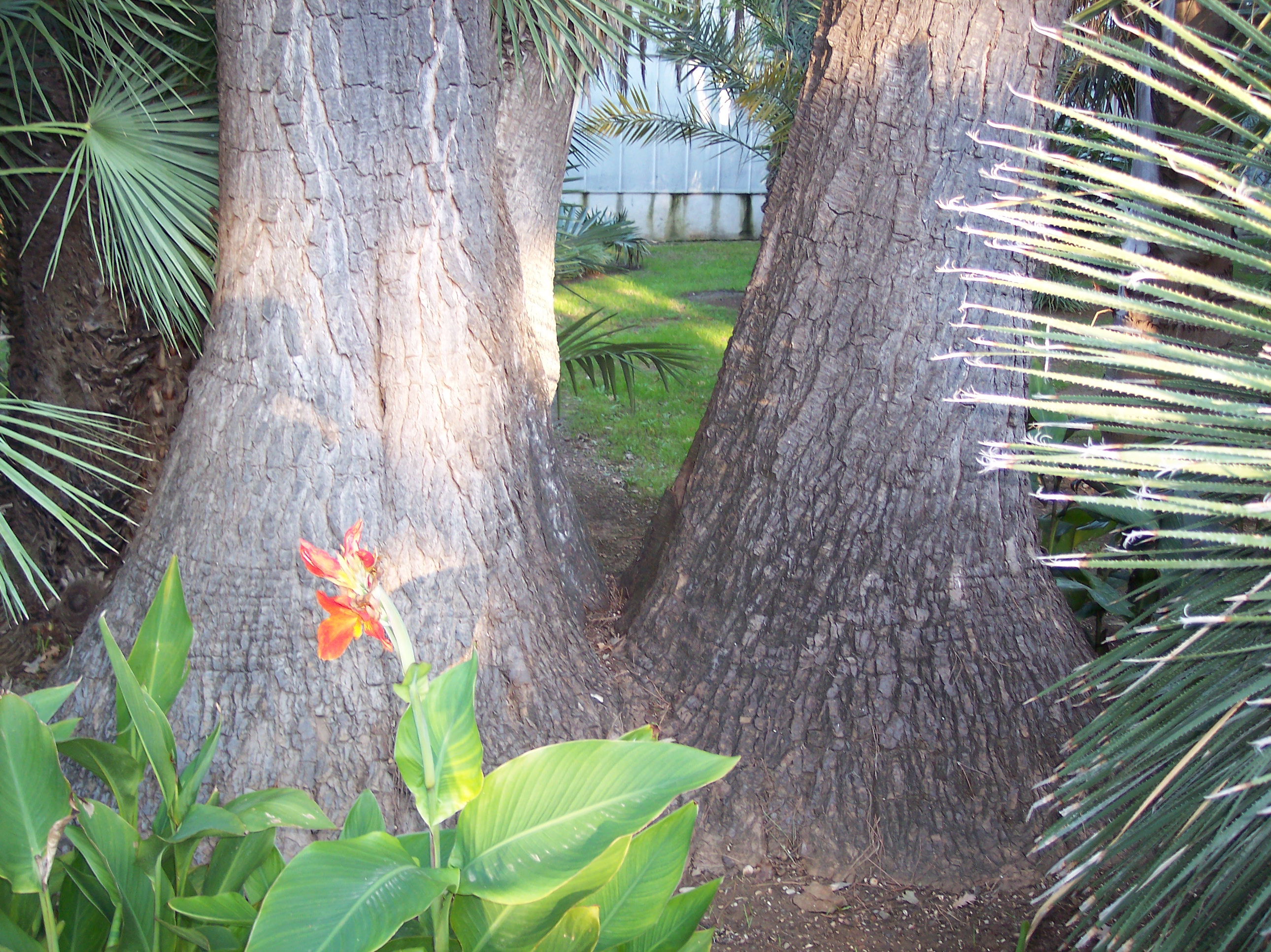
Base de stipes (faux-troncs) âgés

Au sein du genre Yucca, ce n'est pas l'espèce la plus résistante au froid, mais il supporte jusqu'à −15 °C dans les régions où il est acclimaté.

### La feuille, la fleur et le fruit

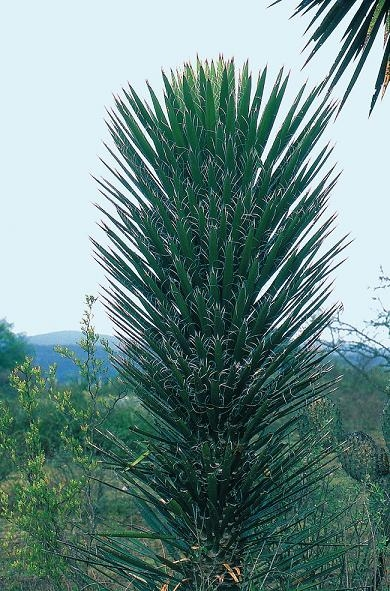
Filaments blancs de yucca.

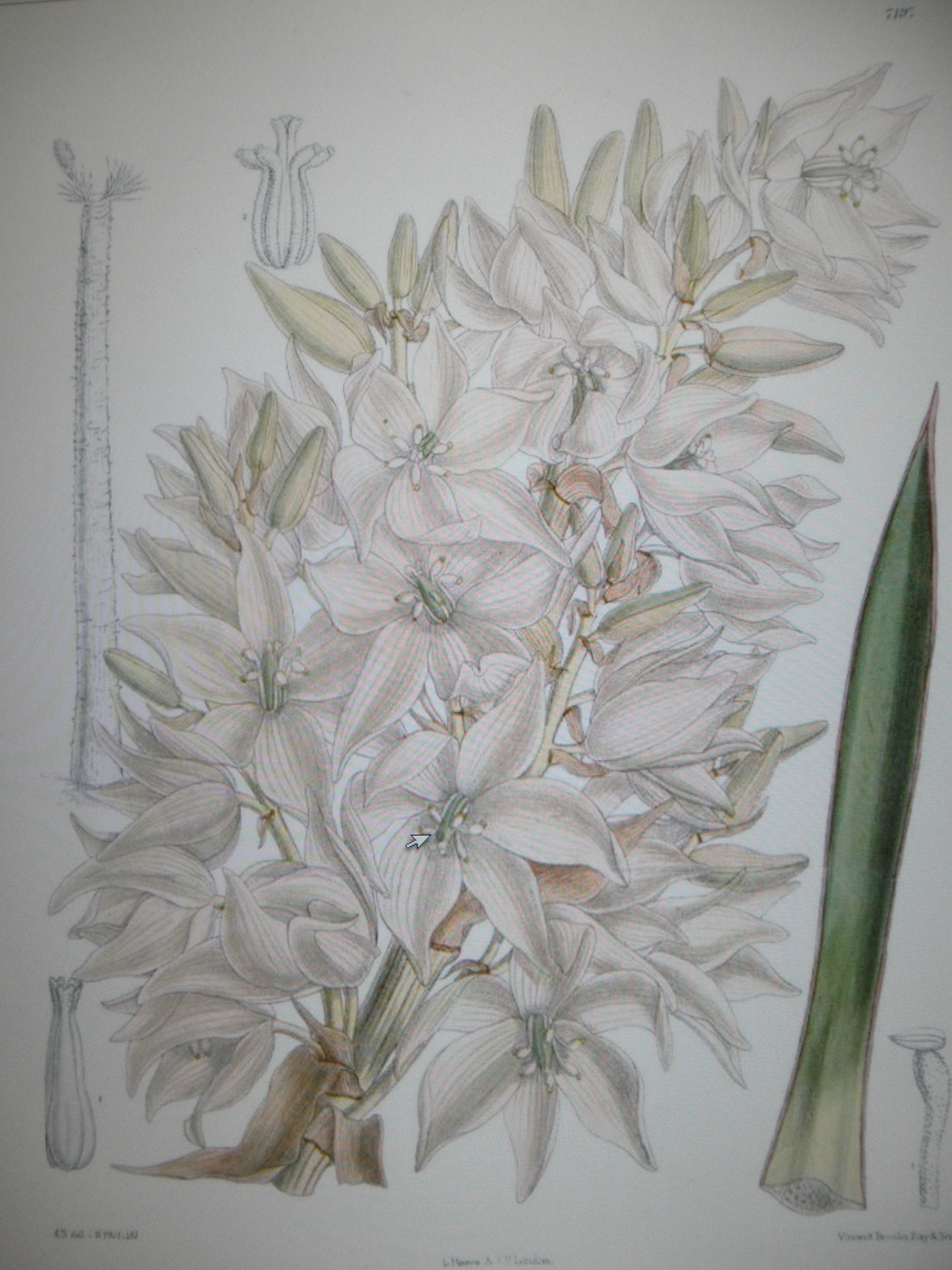
Inflorescence et tronc, à gauche, collecté par Cyrus Pringle.

Ses feuilles sont très raides, persistantes, linéaires et lancéolées en fer d'épée, un peu canaliculées, terminées par une solide épine, formant des rosettes d’un peu moins d'un mètre de diamètre. Elles sont érigées chez les jeunes sujets et pendantes chez les plus anciens. Au stade juvénile, Yucca filifera développe des feuilles aux marges garnies de filaments bouclés.
La hampe florale est défléchie, appliquée contre le tronc et longue de 2,45 m environ, garnie dans toute sa longueur de 60 ramilles longues d'environ 70 cm, pendantes, accompagnées d'une bractée, portant chacune trente à cinquante fleurs bractéolées, pédicellées, blanches, grandes et très ouvertes, à légère odeur de citron. C’est le seul Yucca dont l’inflorescence est tournée vers le bas. Cette floraison de Yucca filifera, en juillet - août, est parfois de couleur blanc-crème. Les inflorescences de cette espèce, de superbes panicules chargés de grosses clochettes, ont un port retombant, observé pour la première fois en Europe par le botaniste J. Benjamin Chabaud chez le baron de Prailly au Plantier de Costebelle. L’infrutescence de Yucca filifera ressemble à de petites bananes.

### La pollinisation

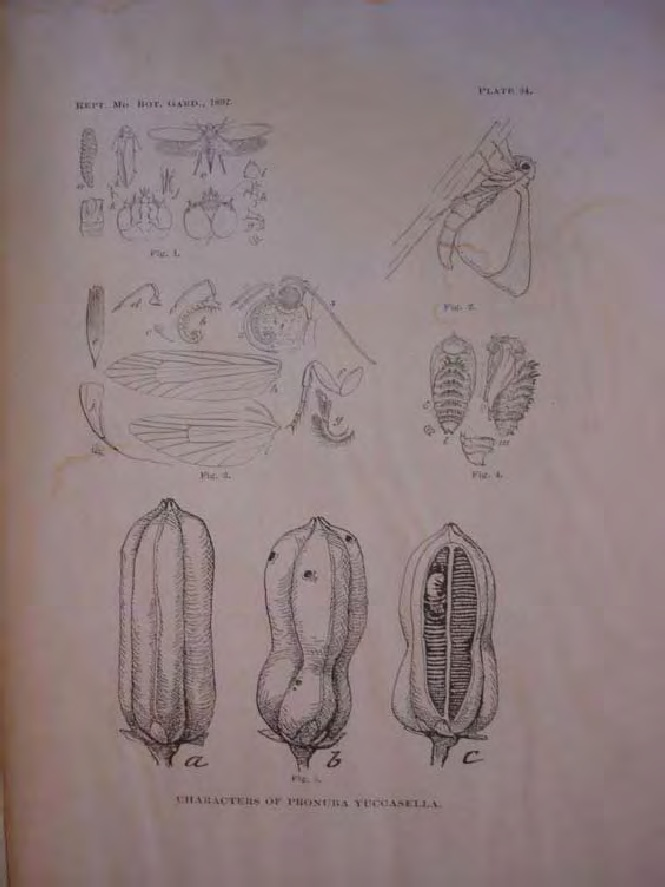
Tegeticula yuccasella, un pollinisateur de cette espèce.

Dans son habitat naturel, au Mexique, ce yucca est pollinisé par un papillon de nuit. C'est une plante strictement entomophile et sa pollinisation est uniquement réalisée par quelques espèces d'insectes microlépidoptères vivant en symbiose avec lui comme Tegiticula yuccasella,, appelé communément la mite du yucca et Prodoxus coloradensis. La femelle de ces papillons nocturnes transporte dans ses mandibules (encore présentes chez ces papillons primitifs) les grains de pollen d'une fleur qui s'ouvre pendant la nuit, vers le pistil d'une autre. Elle ne prélève pas, à ce stade, de nourriture sur la fleur car la mite du yucca ne se nourrit qu'au stade larvaire. En contrepartie, elle dépose quelques œufs à la base de la fleur, à l'intérieur de la cavité stigmatique. Le papillon femelle, à l'aide de son ovopositeur, perce ensuite la paroi ovarique et dépose ses œufs parmi les ovules. Les larves qui en sortent, dans le fruit, à peu près au moment de la maturation des graines, consomment une partie de ces dernières mais pas toutes car le yucca produit toujours ses graines en grande quantité afin qu'elles parviennent à maturité. Quand elles ont suffisamment mangé, les larves creusent un trou dans le fruit, tombent au sol et passent l'hiver sous terre, sous forme de pupe ; la mue nymphale s'effectue donc sur le sol.
On ne retrouve pas ce phénomène en Europe car ces espèces de papillons primitifs sont absentes de l'entomofaune, les yuccas cultivés ne portent donc jamais de fruit, excepté Yucca aloifolia et pour obtenir alors une fructification, il faut polliniser manuellement ses fleurs hermaphrodites.

### Espèces voisines
Certains yuccas arborescents également originaires du Mexique peuvent aisément être confondus avec Yucca filifera. Le risque de confusion est « cependant limité du fait que ces espèces ne sont pratiquement pas cultivées en France. Par ailleurs, toutes ces espèces ont une inflorescence érigée et non pendante ». Il s'agit de Yucca decipiens, Yucca periculosa, Yucca mixtecana et Yucca valida.

## Écologie

### Distribution et habitat d'origine
Yucca filifera est endémique dans les régions arides du Nord du Mexique (Chihuahua, Coahuila, Nuevo León, San Luis Potosí, Tamaulipas, Zacatecas) et dans la partie centrale du Mexique (Guanajuato, Hidalgo, Michoacán, Querétaro). Les régions où Yucca filifera a la densité la plus élevée sont les localités de Guadalcázar dans l'État de San Luis Potosí (plus de 300 pieds par hectare) et de Salinas Victoria dans l'État de Nuevo León.

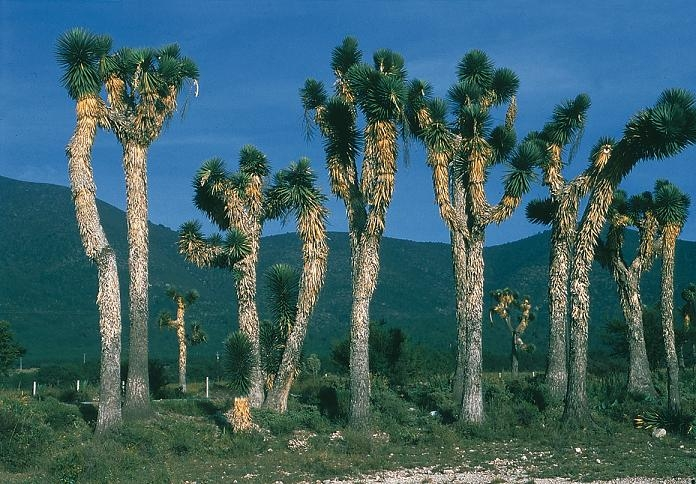
Yucca filifera âgés en milieu naturel (inflorescences retombantes).

Il prospère dans des régions sèches et semi-arides — les précipitations annuelles moyennes sont de 250 mm, et les températures varient de 40 °C à –30 °C — au climat subtropical tempéré par la continentalité et l’altitude (l’essentiel de cette région se trouve entre 1 000 et 1 500 m d’altitude) et dont les sols drainant sont sableux ou pierreux. Les gelées sont occasionnelles dans son aire de répartition naturelle, notamment dans la partie mexicaine du désert de Chihuahua et il peut supporter des températures minimales de –15 °C.
Dans son aire de distribution naturelle, Yucca filifera est associé à Yucca treculiana, Yucca queretaroensis, Yucca endlichiana, Yucca rigida, Yucca potosina, Yucca carnerosana, Dasylirion longissimum, Agave striata et Agave gentry.

### Impact de l'Homme sur les populations sauvages
Son habitat, le désert de Chihuahua, est dégradé par l'activité humaine depuis des siècles. L'agriculture, qui représente la pression la plus importante sur la végétation endémique de cette zone aride à la biodiversité remarquable, préfère les sols drainant où Yucca filifera pousse habituellement. La pâture altère aussi le développement naturel de Yucca filifera au profit d'espèces nouvelles comme le Mesquite, l'acacia mexicain.

## Propriétés et utilisations

### Alimentation humaine, fibre, combustible

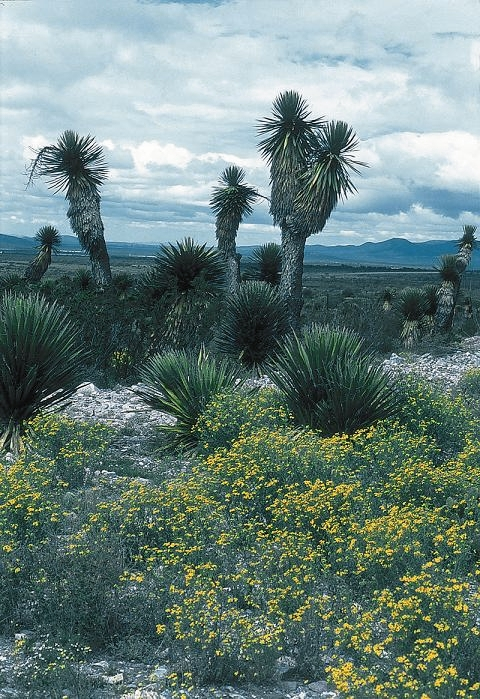
Yucca filifera dans le désert de Chihuahua.

Fruits, fleurs, et hampes florales de Yucca filifera sont comestibles. Par contre, il ne faut pas en consommer les racines, qui contiennent des composés toxiques, surtout pour les animaux.[réf. nécessaire]
Les fleurs de Yucca filifera sont consommées dans l'aire d'origine de la plante, fraîches, cuites ou séchées. La hampe florale est également comestible, comme celle de Yucca aloifolia, et se consomme cuite à la manière d'une asperge. Les fruits sont consommés, au Mexique, frais ou cuits.
Cet « arbre » est surtout cultivé par les Mexicains de Monterrey et Saltillo. Les jeunes sujets servent de haies impénétrables entre les maisons.
Les fibres du tronc peuvent servir à la fabrication de papier et son huile entre en partie dans l’élaboration du fioul au Mexique.

### Usages médicinaux
L'industrie pharmaceutique utilise Yucca filifera à des fins médicinales ou nutraceutique pour la préparation de stéroïdes contraceptifs puisque l'arbre est source naturelle de saponine. L'industrie agricole utilise les phytocomposants actifs de la plante, la saponine, extraite des yuccas pour enrichir l'alimentation animale. Les saponines, extraites par pressage des troncs de yuccas, entrent dans la composition de divers éléments nutritionnels dans le secteur de l'élevage, notamment des bovins, des porcs et des volailles, dont ils améliorent les performances zootechniques. Les saponines permettent une meilleure utilisation de l’azote soluble en ralentissant le dégagement d’ammoniaque. Les extraits de yucca ont également des applications dans le cadre de la maîtrise de la pollution azotée dans les bâtiments agricoles d'élevage puisqu'ils réduisent les pertes d’ammoniaque dans les urines et les fèces du bétail. De nombreux travaux réalisés dans plusieurs pays ont montré que les saponines ralentissent le dégagement d’ammoniaque dans la panse des bovins en agissant sur l’action des protozoaires. La dégradation de l’azote soluble est étalée dans le temps. Les pertes d’ammoniaque par les urines et les fèces sont fortement limitées augmentant ainsi le niveau d’utilisation de l’azote soluble par les bactéries. L’ensemble de l’azote soluble est mieux valorisé. La ration est plus performante.

### Culture d'agrément et collections
En France, Yucca filifera est très bien adapté aux régions méditerranéennes et même aux endroits quelque peu éloignés de la côte. Contrairement à Yucca elephantipes, il est de croissance lente mais plus résistant au gel et à la sécheresse puisqu’il n'a pas été éliminé par les hivers de 1985 et 1986 où les températures sont tombées à –12 °C. Un sol drainant et une exposition très chaude sont les éléments de base pour la culture de ce yucca. Outre le sujet de référence à l'origine du taxon (Chabaud, 1876) cultivé au Plantier de Costebelle à Hyères, la Côte d'Azur compte quelques exemplaires remarquables, notamment le Yucca australis cultivé au Château de Valrose à Nice, celui présent dans le Parc Olbius Riquier, le spécimen de la Villa Thuret ou le sujet très ancien présent dans la collection botanique du Jardin botanique Hanbury.
En Espagne, Yucca filifera est cultivé dans le parc des Jardins Mossèn Costa i Llobera, sur la montagne de Montjuïc, à Barcelone ainsi que dans le jardin botanique de Valence. Les collections botaniques du jardin botanique Viera y Clavijo à Las Palmas de Gran Canaria, présentent d'anciens sujets cultivés depuis le début du XXe siècle.
En Californie, deux sujets anciens plantés en 1912 sont toujours cultivés sur le campus de l'Université Stanford. Un exemplaire monumental est également présent dans les collections végétales du jardin du désert de la Bibliothèque Huntington à Los Angeles. Le même jardin botanique de Huntington à San Marino possède une collection de très vieux sujets atteignant 15 mètres de haut et comparables à ceux que l'on peut voir sur la côte méditerranéenne, à Hyères, Fréjus, Cannes, La Londe ou Saint-Tropez.
En Australie, le Waite Arboretum d'Adélaïde acclimate également un beau Yucca filifera depuis 1957.

Quelques sujets remarquables
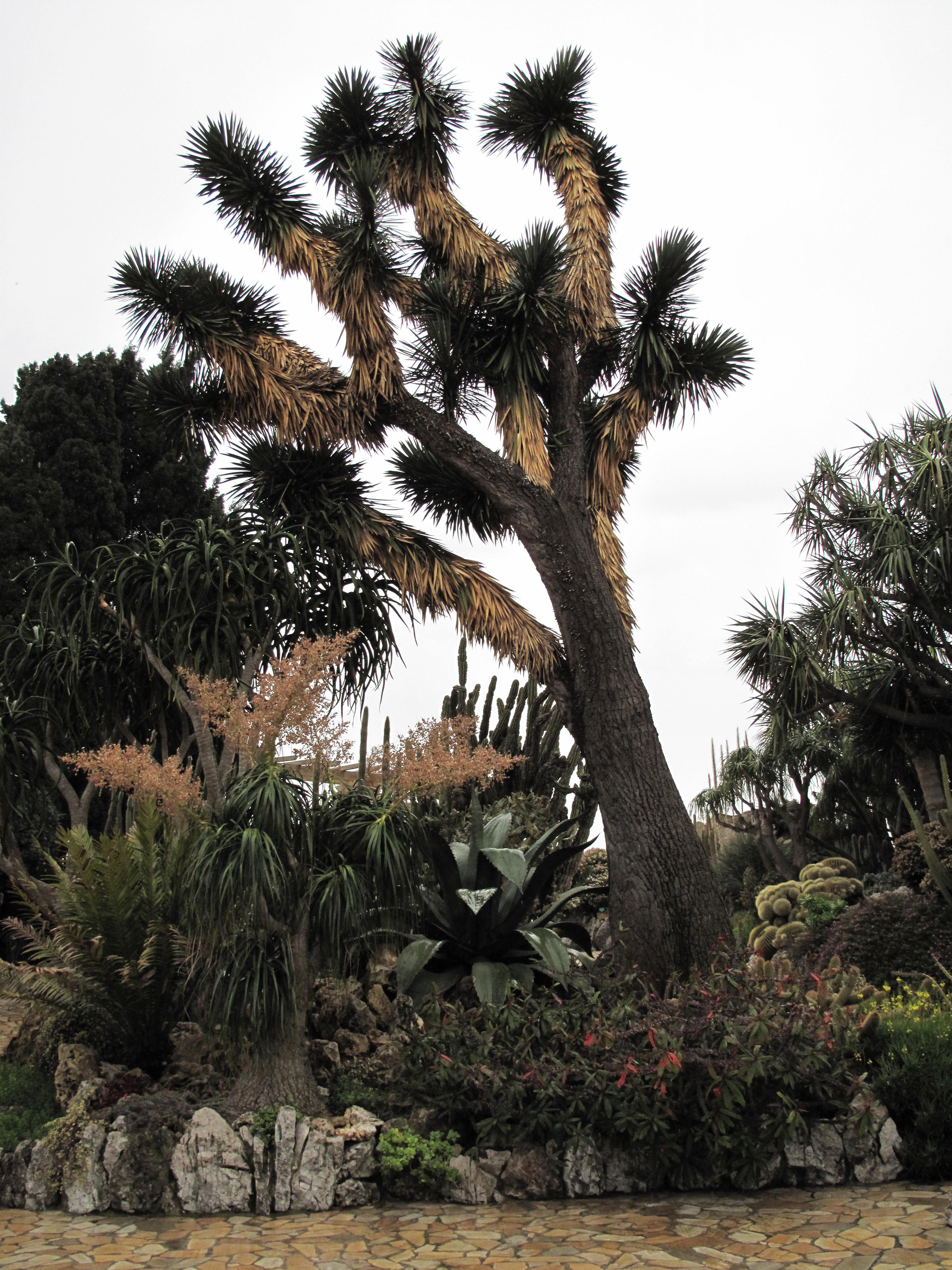
Au jardin exotique de Monaco.
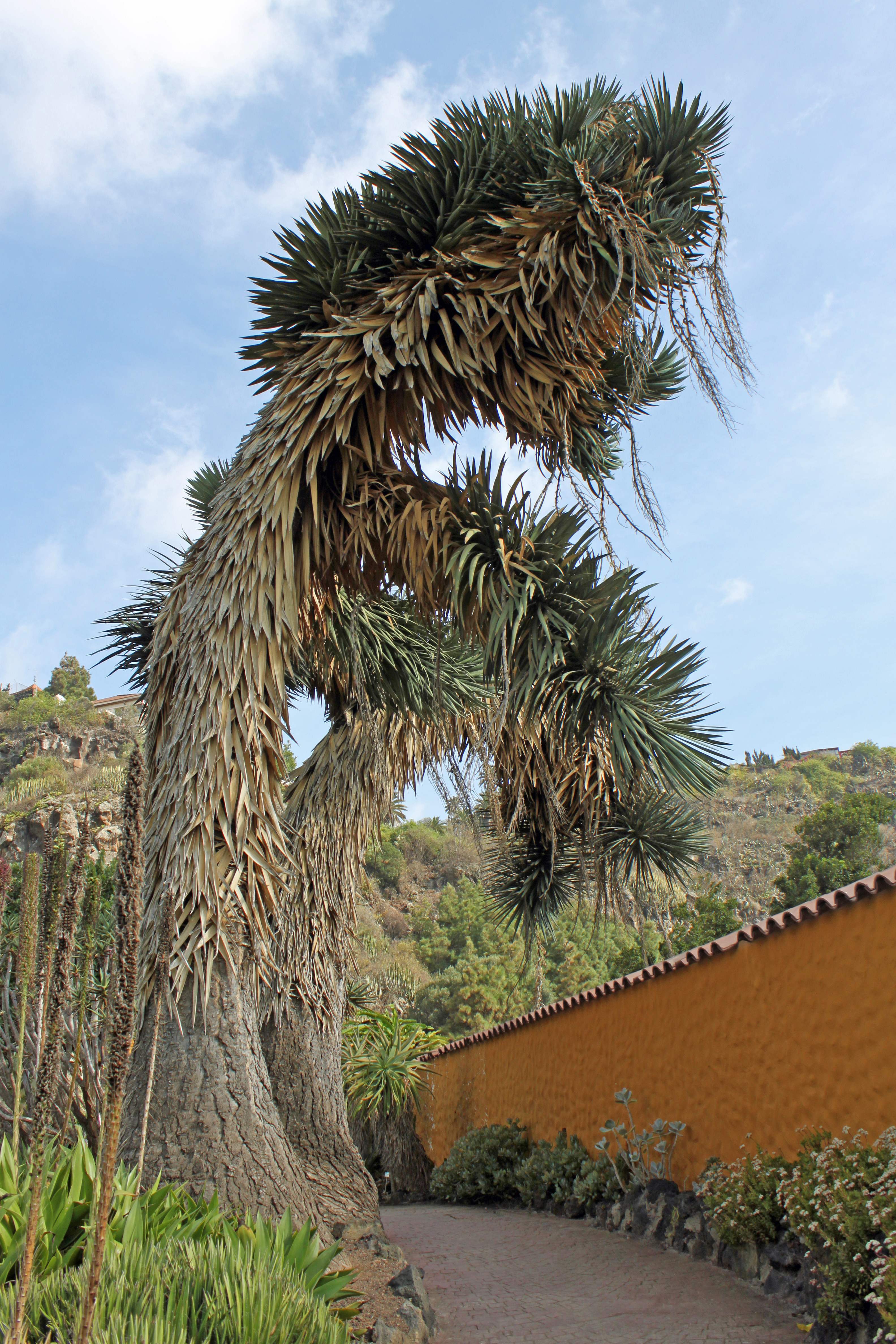
Spécimens au parc Viera y Clavijo, Grande Canarie.
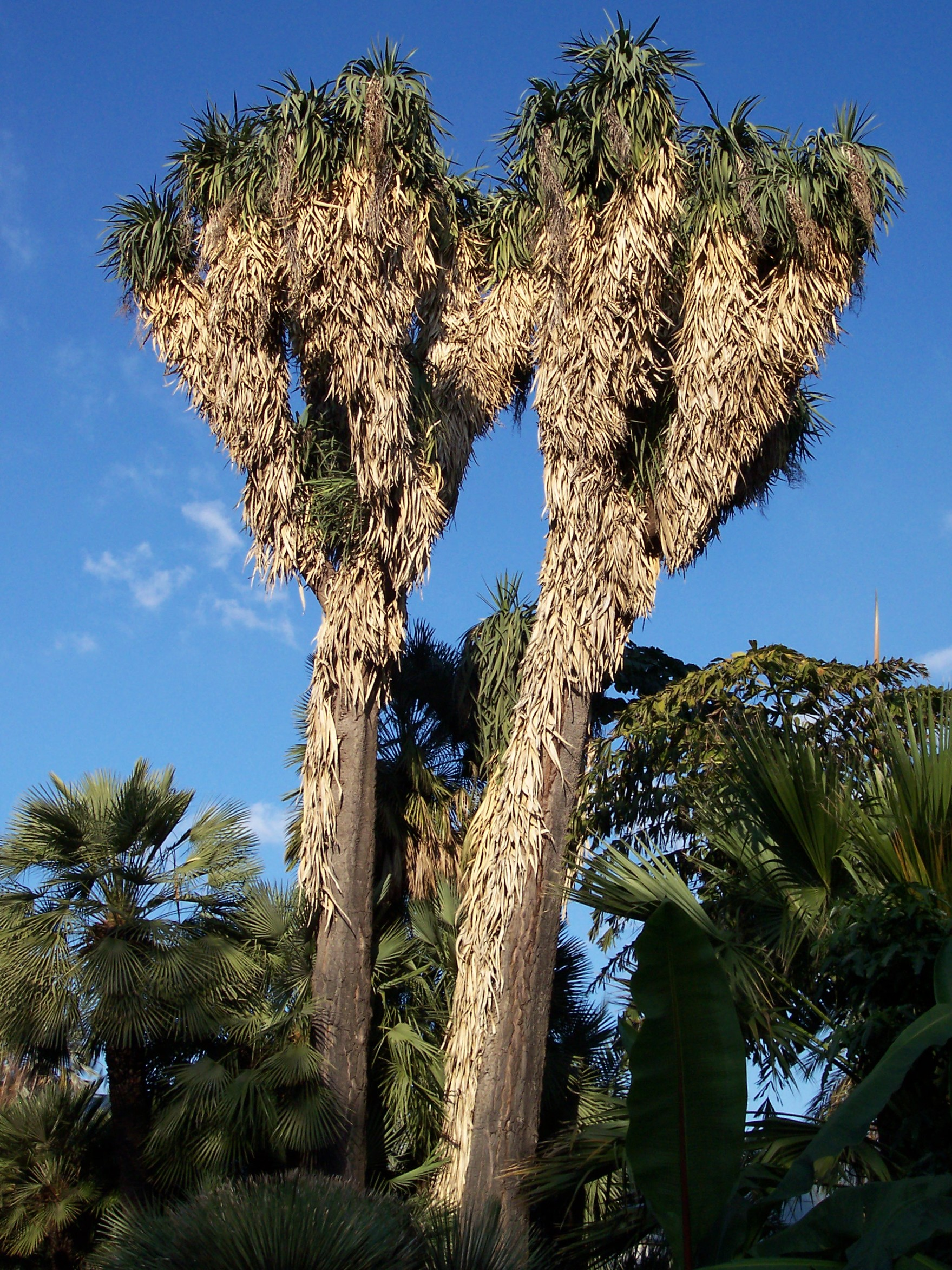
Parc Olbius-Riquier en France

## Histoire et taxinomie

### Découverte par les botanistes
Ce Yucca arborescent est observé au Mexique vers 1840 - 1846, entre Parras (23° 37′ 00″ N, 102° 34′ 30″ O) et Saltillo, par l'explorateur et naturaliste Josiah Gregg à l'occasion d'un périlleux voyage en territoire indien, durant les guerres indiennes. Charles Sprague Sargent décrit cette découverte :

« Yucca filifera est un sujet que l'on remarque facilement dans les plaines arides qui s'étendent depuis le Rio Grande jusqu'aux contreforts de la Sierra Madre. Ses grandes panicules chargées de fleurs blanches sont visibles à des kilomètres par temps clair comme c'est souvent le cas dans cette région. Ces inflorescences ressemblent à des cascades étincelantes surgissant depuis l'extrémité des branches. On note la présence de ce yucca à 25 kilomètres au sud du Rio Grande, où, avec les beaux Cordia boissieri couverts de fleurs blanches présents dans le fond de la vallée, il forme une pittoresque forêt ouverte qui s'étend jusqu’à la vallée de Monterrey. Le palma est fréquent dans les plaines entre Satillo et Parras. Il a même été observé par le docteur Charles Christopher Parry à San Luis Potosí et il prospère aussi sans aucun doute dans les hautes plaines désertes du nord-est du Mexique. ,. »

Gregg donne une première description approximative du Tree yucca dans Commerce of the Prairies (1844). Quelques années plus tard, deux autres pionniers mentionnent encore cet arbre, entre Parras et Saltillo, l'explorateur George Thurber en 1853, et le botaniste américain John Torrey en 1858.
Une gravure de Yucca filifera apparaît aussi en 1853 dans un ouvrage de John Russell Bartlett, membre de la commission de surveillance de la frontière avec le Mexique à la suite de la guerre américano-mexicaine.
Le botaniste britannique John Gilbert Baker relate l'arrivée, depuis le Mexique, du tronc de Yucca filifera expédié par Cyrus Pringle, ainsi que son acclimatation progressive, aux Jardins botaniques royaux de Kew :

« Le tronc fut expédié aux jardins royaux de Kew en octobre 1888 par monsieur Cyrus Guernsey Pringle depuis Monterrey, à l'attention du professeur Sargent. Quand il arriva à Kew, il semblait pratiquement mort et le tronc fut donc logiquement déposé au musée d'économie botanique. Après qu'il fut resté là deux années, le tronc produisit des feuilles rudimentaires ainsi qu'une inflorescence ; alors que la plante était transférée dans la grande serre de Temperate house, les pousses furent pleinement développées en septembre 1890. Les feuilles sont plus courtes que sur les spécimens sauvages et la panicule est dressée et moins fournie. . »

Les premières floraisons de Yucca australis[Quoi ?] en culture en Californie semblent avoir lieu dans la vallée de San Bernardino, après 1878, sur des sujets plantés par le botaniste californien Samuel Bonsall Parish, après semis de graines offertes par le Docteur Charles Christopher Parry.

### Premières acclimatations en France

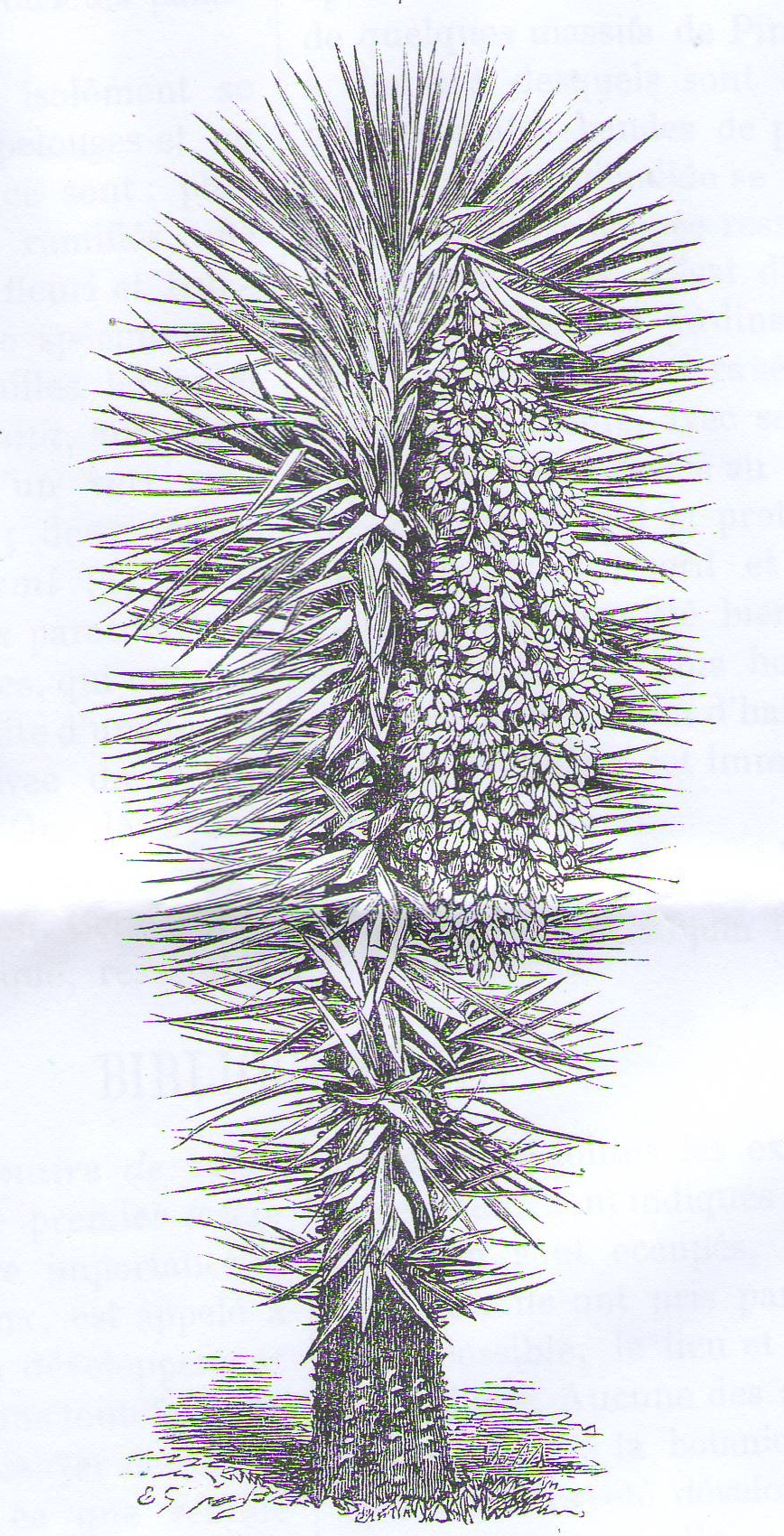
Première floraison d'Europe au Plantier de Costebelle, 1876.

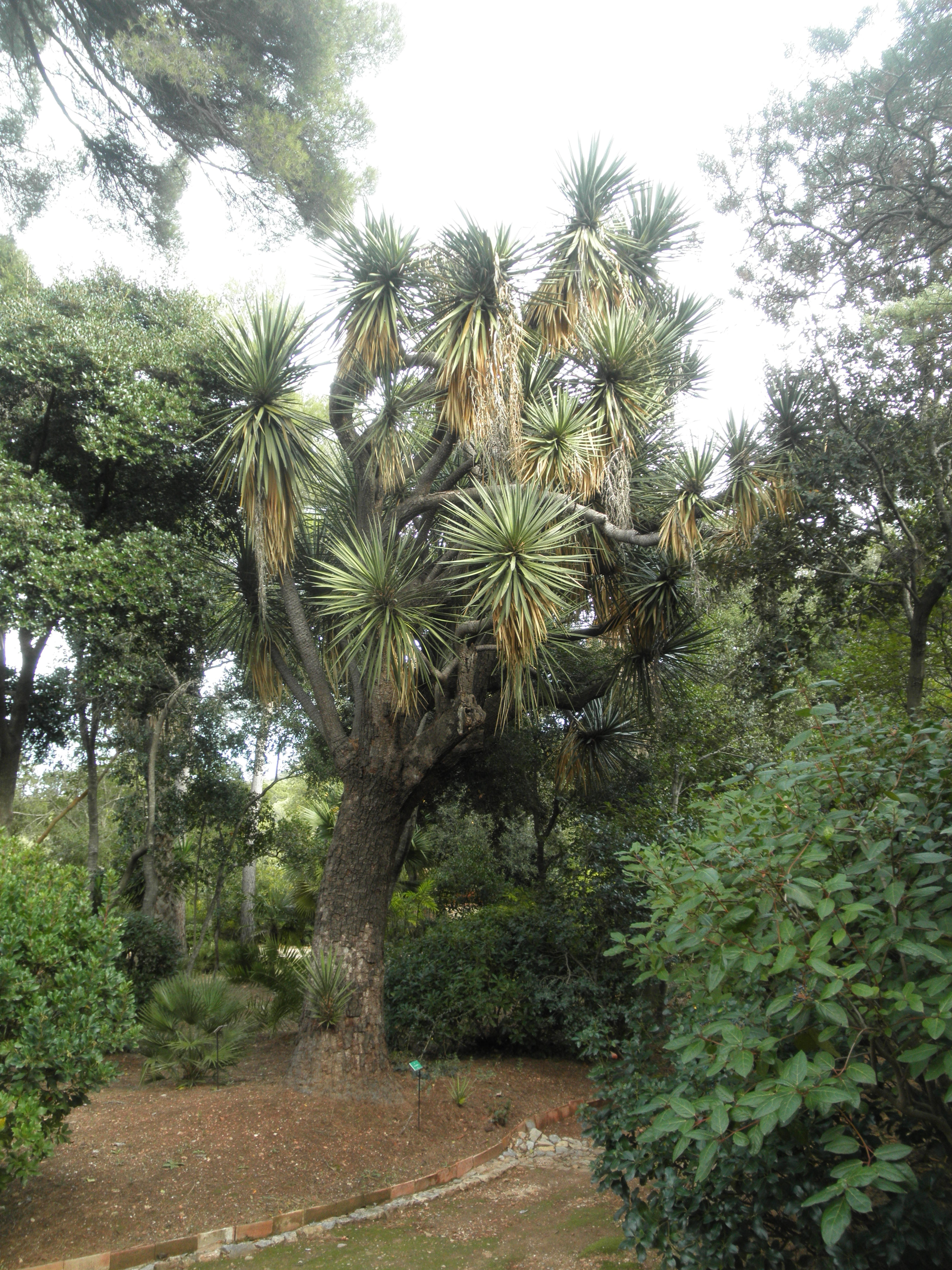
Le spécimen décrit par Chabaud en 1876 dans la diagnose originale de l'espèce

Les spécimens introduits en France proviennent des hauts plateaux mexicains d’où le voyageur et botaniste tchèque Benedikt Roezl les ramène pour le compte de l'horticulteur parisien Philippe André de Vilmorin. En 1860, l'horticulteur hyérois Charles Huber fait un semis avec les graines des plantes de la maison Vilmorin-Andrieux et vend cette plante avec un lot de dix pieds, en 1866 et 1867 au baron de Prailly, propriétaire du Plantier de Costebelle.En 1869 et 1870, la maison Haage et Schmidt, d'Erfurt, cède au baron de Prailly une autre variété de yucca, Yucca albo spica, qui est plantée aux côtés des exemplaires de Yuccas filifera. L'examen de cette seconde variété par J. Benjamin Chabaud révèle une analogie entre les deux espèces.
La première floraison européenne s'est produite au Plantier de Costebelle le 24 mai 1876. Cette première inflorescence, retombante chez cette variété et alors inconnue, est décrite dans la Revue Horticole de 1876 par le botaniste J. Benjamin Chabaud, directeur du Jardin botanique de Toulon. C'est lui qui en donne la première description botanique et lui attribue un nom scientifique au rang d'espèce, Yucca filifera, alors que le botaniste John Gilbert Baker considère à l'époque qu'il s'agit d'une simple variante du Yucca baccata.

### Taxinomie
Chabaud précise que cette première inflorescence européenne est sans doute due à une réaction à une ancienne transplantation du yucca, en 1869, au sein même du parc du Plantier de Costebelle. Ces manipulations, connues des jardiniers et arboriculteurs, permettent de hâter la floraison de plantes qui tardent à fleurir. La date de 1876 représente l’année de publication effective de la Revue Horticole dans laquelle l'espèce et le taxon d'origine sont décrits la première fois sous le binôme « Yucca filifera ».
Synonymes de Yucca filifera Chabaud, 1876 :
- Yucca canaliculata var. filifera (Chabaud) Fenzl[37].
- Yucca baccata var. filifera (Chabaud) Schelle[38] (par contre, Yucca baccata var. australis Engelm.[39] est synonyme de Yucca treculeana[40].)